# Fever (песня Дуа Липы)
«Fever» — песня, записанная британской певицей Дуа Липой при участии бельгийской певицы Анже́лы Ван Ла́кен, выступающей под именем Анжель. Была выпущена 29 октября 2020 года как его шестой сингл с цифрового издания альбома Future Nostalgia.

## История
Липа и Анжель начали сообщать о своём сотрудничестве в социальных сетях 23 октября 2020 года, обмениваясь эмодзи с термометром. 26 октября 2020 года Липа официально объявила, что их совместная работа будет называться «Fever», а релиз запланирован на четыре дня позже. Песня знаменует собой первую англоязычную песню французской певицы Анжель.
Премьера песни состоялась 29 октября 2020 года в 23:00 по Гринвичу. Песня была включена в цифровое издание второго студийного альбома Липы Future Nostalgia (2020).

## Музыкальное видео
Музыкальное видео для «Fever» было снято в Shoreditch в Ист-Энде (Восточный Лондон), 14 октября 2020 года в ресторане, работающем на вынос. На следующий день британский таблоид The Sun сообщил, что Липа «нарушила» правила, связанные с пандемией COVID-19, и что на съёмочную площадку приехала полиция после жалоб жителей. Позже Липа осудила это, пригрозив подать в суд на таблоид, имя которого она не называла. Позже The Sun принесло Липе официальные извинения за причиненный ей ущерб. Они подтвердили, что никакие правила COVID-19 не были нарушены, и что полиция была вызвана из-за несвязанной с этим жалобы на шум.

## Участники записи
По данным сервиса Tidal.
- Дуа Липа –  вокал
- Анжель –  вокал
- Ian Kirkpatrick –  продюсирование, звукозапись, программирование
- Tristan Salvati –  дополнительное продюсирование, вокальное продюсирование, дополнительное программирование, звукозапись, клавишные, перкуссия
- Josh Gudwin –  микширование
- Chris Gehringer –  мастеринг

## Чарты
| Чарт (2020)                                | Высшая позиция |
| ------------------------------------------ | -------------- |
| Бельгия/Фландрия (Ultratop 50)             | 1              |
| Бельгия/Валлония (Ultratop 50)             | 1              |
| Канада (Billboard Canadian Hot 100)        | 79             |
| СНГ (TopHit)                               | 59             |
| Европа (Billboard Euro Digital Song Sales) | 7              |
| Франция (SNEP)                             | 1              |
| Германия (GfK)                             | 85             |
| Мир (Global 200 Billboard)                 | 69             |
| Венгрия (Single Top 40)                    | 3              |
| Ирландия (IRMA)                            | 36             |
| Новая Зеландия (RMNZ)                      | 11             |
| Португалия (AFP)                           | 104            |
| Россия (TopHit)                            | 77             |
| Шотландия (OCC Scotland)                   | 64             |
| Словакия (Rádio — Top 100)                 | 72             |
| Швейцария (Schweizer Hitparade)            | 9              |
| Великобритания (OCC UK Singles)            | 79             |
| США (Billboard Digital Song Sales)         | 31             |

## Сертификации
| Регион                                                                      | Сертификация  | Продажи |
| --------------------------------------------------------------------------- | ------------- | ------- |
| Бельгия (BEA)                                                               | 2× Платиновый | 80 000  |
| Франция (SNEP)                                                              | Золотой       | 100 000 |
| Данные о продажах + прослушиваниях приведены только на основе сертификации. |               |         |

## История релизов
| Страна | Дата            | Формат                     | Лейбл  | Ссылки |
| ------ | --------------- | -------------------------- | ------ | ------ |
| Мир    | 29 октября 2020 | Цифровые загрузки стриминг | Warner | [ 30 ] |